# Stanislas Fumet
Pour les articles homonymes, voir Fumet.
 (novembre 2024).
Stanislas Fumet, né le 10 mai 1896 à Lescar (Pyrénées-Atlantiques) et mort le 1er septembre 1983 à Rozès (Gers), est un homme de lettres français.
Essayiste, poète, éditeur, critique d'art, Stanislas Fumet a joué un rôle prépondérant dans le mouvement des idées et des arts en France. Il eut un long compagnonnage avec les avant-gardes artistiques mais fut l’ennemi de tout compromis avec l’air du temps. Il a été l’une des figures marquantes du catholicisme social.

## Biographie

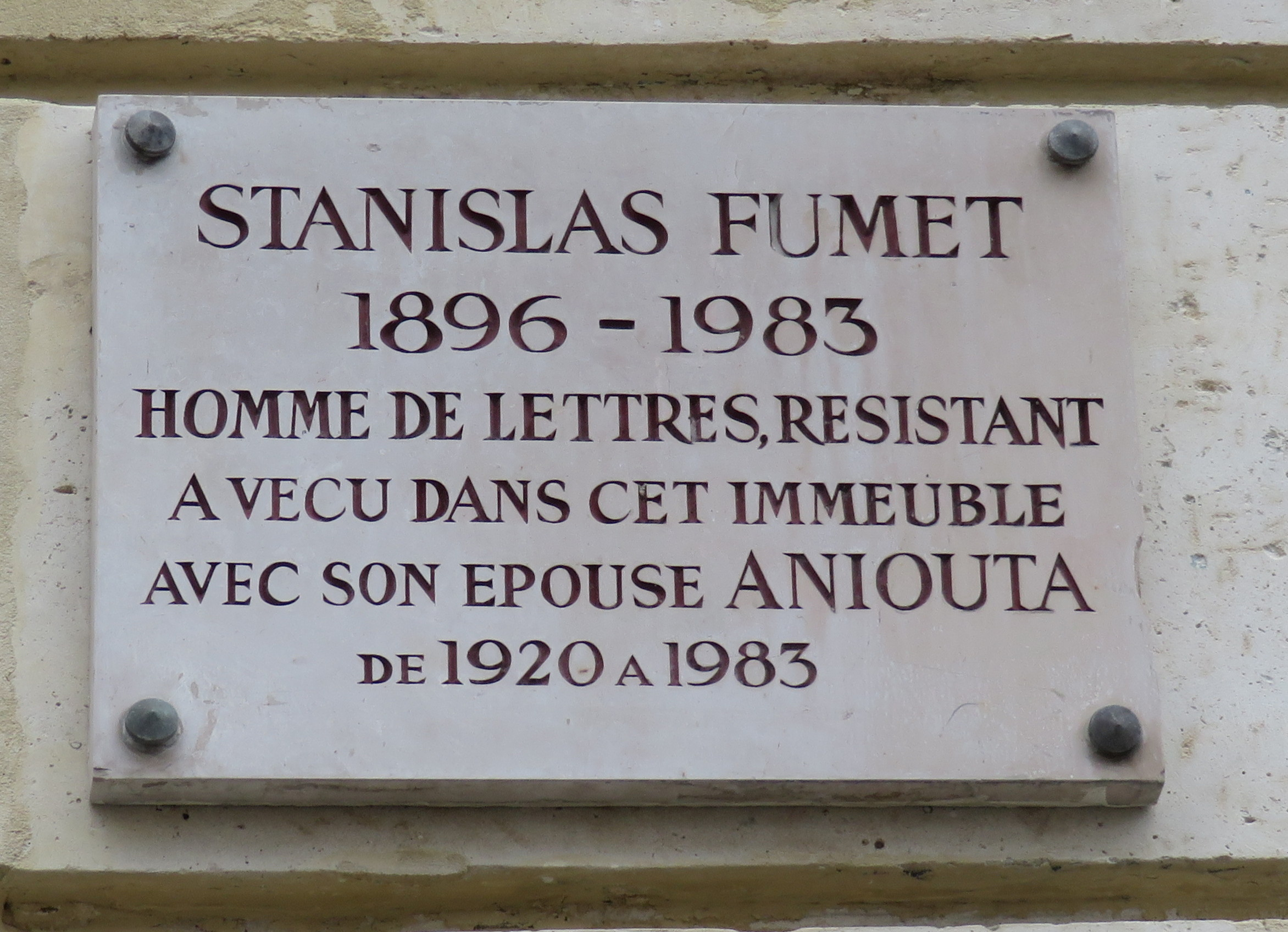
Il vit entre 1920 et 1983 avec sa femme Aniouta au 15 rue Linné (5e arrondissement de Paris). Cette plaque lui rend hommage.

Fils du compositeur Dynam-Victor Fumet à qui il vouera, toute sa vie, la plus grande admiration, il vit son enfance dans un climat propice à la pensée, où la conception de l'art ne s'écarte jamais de la plus authentique tradition malgré les plus audacieuses originalités. Dès l'âge de quatorze ans (en 1910), il fonde sa première revue, La Forge, et quatre ans plus tard (en 1914) il fait paraître avec son père une revue politico-artistique, Les Échos du silence.
Grâce à une sorte d'instinct porteur, il eut donc la chance de devenir le compagnon et l'ami des plus grands artistes de son temps, avec lesquels il partagea la grande aventure de la modernité. Pourtant, là aussi, il s'agissait d'une modernité à conquérir, et non pas de celle d'aujourd'hui, plus ou moins imposée par des esthètes de catalogues auxquels il vouait un singulier mépris. Aimer Rimbaud en 1910 découvrir Claudel, rencontrer Péguy, Apollinaire, Modigliani, Picasso et combien d'autres, n'est pas si courant, surtout s'il les perçut, malgré leur nouveau langage, comme étant de plain pied avec sa future et admirable définition de la tradition : « La tradition, en art, est la fidélité à tout l'avancement du passé. »
Infatigable découvreur, en même temps que propagateur des œuvres auxquelles il croit, Stanislas Fumet s'est plus occupé des œuvres des autres que de la sienne. Il est vrai que, étant lui-même fils d'un grand compositeur, il avait pris conscience dès son enfance de l'isolement du créateur s'il n'est pas porté par la rumeur publique plus ou moins orchestrée par les professionnels des médias.
Aussi deviendra-t-il lui-même journaliste en même temps que producteur d'émissions radiophoniques (émissions littéraires à l’ORTF), dont certaines s'inscriront dans l'histoire des ondes. Parallèlement, il dirigera et animera plusieurs revues ou collections, lancera plusieurs journaux. En 1937, il prend la direction de l'hebdomadaire Temps présent, auquel participent François Mauriac, Jacques Maritain ; Paul Claudel a refusé. En 1940, il s’établit à Lyon et en poursuit la parution sous le titre de Temps Nouveau jusqu'à son interdiction, en 1941.
Il dirige ensuite les pages littéraires du journal marseillais Le Mot d'ordre, y publiant notamment La Rose et le Réséda de Louis Aragon le 11 mars 1943. Il écrit dans Les Cahiers du Rhône publiés en Suisse.
Cofondateur de la publication clandestine Les Cahiers du Témoignage chrétien, il est arrêté en septembre 1943 et libéré sept mois plus tard. À la Libération, il fera reparaître Temps présent jusqu'en 1947.
Parmi ses premiers livres, Notre Baudelaire aussi bien que Mission de Léon Bloy, authentiques chefs-d'œuvre d'intelligence et d'analyse, lui gagneront beaucoup d'admirateurs, et non des moindres, puisque des écrivains aussi éloignés de sa pensée, comme André Gide, ainsi que d'autres, plus proches de lui, comme Julien Green, ne cacheront pas leur fascination.
Portraitiste hors pair, Baudelaire, Léon Bloy, Rimbaud, Claudel, Hello revivront à travers lui toute la densité de leur épopée spirituelle. Cependant, si Stanislas Fumet sut découvrir et propager ses enthousiasmes pour les artistes les plus célèbres de son temps, il eut aussi l'insigne mérite de ne jamais oublier ceux qui, pour des raisons historiques douteuses ou par les bizarreries du destin, ne purent jamais faire surface au rang des célébrités. C'est ainsi qu'à côté de ses lumineuses analyses sur Braque et sur Picasso, par exemple, il n'oubliera jamais un « peintre maudit » comme Marcel-Lenoir, ou un sculpteur comme Joseph Bernard, qu'il continuera à considérer, au milieu de l'indifférence générale, comme des créateurs uniques. Stanislas Fumet entretiendra également une vive amitié avec le peintre libanais Joseph Terdjan, installé à Paris depuis 1949, qu'il considère comme un parfait "peintre contemplatif", et pour lequel il écrira notamment la préface d'un catalogue d'exposition. Cette fidélité à la beauté, au sens où Ernest Hello l'entendait, c'est-à-dire à « la forme que l'amour donne aux choses », cette sorte de résistance de l'esprit envers et contre toutes les modes et tous les snobismes désormais institutionnalisés, devaient le conduire tout naturellement à entrer en politique du bon côté, lorsque la seconde guerre mondiale se déchaînera, en passant de sa résistance de l'esprit à la Résistance tout court.
C'est ainsi qu'il définit sa position dans son Histoire de Dieu dans ma vie, au cours d'un chapitre particulièrement significatif consacré à cette période, et intitulé Un moi politique qui fut le nôtre : « Le moi du général de Gaulle, c'était enfin quelqu'un, c'était enfin la personne humaine qui s'opposait au monstre nazi, produit magique de nos défections et de nos lâchetés, à ce corps devenu chaque jour plus redoutable… Retrouver l'homme avec une parole cohérente, un regard appuyé sur un objet définissable, un cœur libre et un esprit lucide ! Cela rendait à la vie humaine sa lumière et son prix. Dorénavant, si on la sacrifiait, c'était pour quelque chose d'infiniment valable, et non plus cette succession d'instincts égrenés comme un chapelet par la main sacro-sainte du Déterminisme, ce dieu infernal des irresponsables… »

## L'art et «l’avant-gardisme» officiel
Ce déterminisme n'en continue pas moins à régner, notamment dans les arts, grâce à l'alibi si pratique de la théorie du « reflet » qui a jeté un immense désarroi chez tous les créateurs ne se recommandant pas d'une théorie avant-gardiste particulière. L'art officiel tend de plus en plus à vouloir incarner le reflet évolutif du progrès scientifique, bien que se réclamant d'autres valeurs beaucoup plus subjectives. Il devient une sorte d'exercice de foi en l'homme nouveau, d'autant plus arbitraire que ses propositions sont de plus en plus négatives, et n'ont pas d'autres lois que la prohibition systématique des règles anciennes. Pourtant, ces règles anciennes, si elles n'étaient pas une panacée infaillible à la création d'un chef-d'œuvre avaient cependant le mérite fondamental d'éloigner du jardin enchanté les incapables présomptueux, et parfois même, il faut bien le dire aussi, les voyous intellectuels. Le monde contemporain a subi depuis un siècle de telles transformations qu'il est tentant de nier en bloc tout ce qui faisait l'homme et ses diverses pesanteurs culturelles si celui-ci devient inintégrable au monde nouveau. Comme si, dans un monde authentiquement moderne, donc conscient aussi de tout l'avancement de son passé, les valeurs ne devaient pas retrouver leur place ! Cet “historicisme” maniaque et omnipotent dont souffre l'art actuel qui exclut tout ce qui ne procède pas directement de son postulat, a des effets ravageurs sur beaucoup d'éventuels créateurs qui, ne s'y reconnaissant plus, préfèrent renoncer, faute d'un minimum d'encouragement.

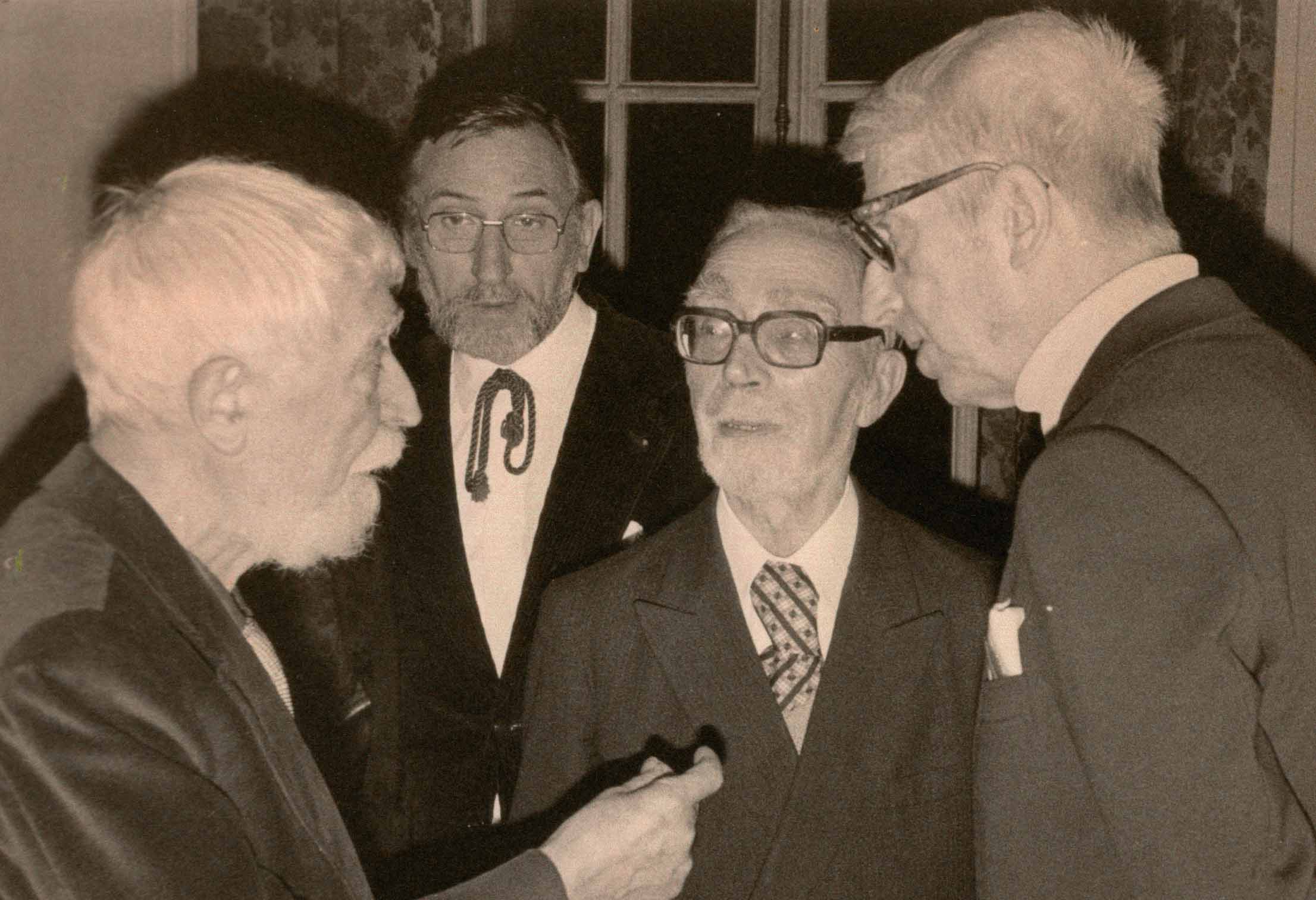
De gauche à droite : Stanislas Fumet, Roger Plin (professeur aux Beaux-Arts), Raphaël Fumet, Georges-Henri Rivière (fondateur du musée des arts et traditions populaires)

Dans ses mémoires, Stanislas Fumet a des accents véhéments pour évoquer ce problème : « Une de mes peines les plus déchirantes est l'ostracisme d'une époque parfaitement goujate qui refuse voix au chapitre, dans sa caverne de voleurs et d'escrocs qui lui tient lieu d'église, à ceux dont les domestiques du néant interdisent l'accès, parce qu'ils n'ont pas une existence légale. Que d'œuvres, qui auraient eu des vertus différentes de celles qu'on impose au public, condamnées au mutisme ! Je ne parle ici que de l'art des sons ; mais un scandale analogue atteint les autres secteurs de l'expression humaine. Je ne sais que trop à quel point cela est véridique ; mais, pour les compositeurs, le méfait est plus irréparable : sans exécution et édition, sans argent, en un mot, et un mot sacré, il est impossible de communiquer à autrui quelque chose de ce “supplément d'âme” que Bergson réclamait pour l'humanité, si les instruments se refusent à résonner, les éditeurs à afficher, les fabricants de disques à graver. Je souffre de toujours entendre les mêmes œuvres musicales lorsqu'il ne s'agit pas des classiques mais des modernes, et c'est là que sévît l'escroquerie culturelle de la publicité ; toujours les mêmes sons, les mêmes partitions, les mêmes rengaines et celles qui renouvelleraient les programmes sont irrémédiablement ignorées. “Monsieur, vous n'êtes pas au catalogue, vous n'existez pas.” »

## Comment juger l'art moderne?
Pourtant, si Stanislas Fumet semble sévère lorsqu'il dénonce le dévoiement inquiétant de la diffusion culturelle aujourd'hui, ce n'est pas pour avoir manqué d'ouverture. Dans son livre Dragées pour mon enterrement (éditions Albatros), il donne sa manière, difficilement contestable, d'approcher les œuvres de son temps : « Une œuvre d'art moderne peut-elle être jugée ? Et, si oui, comment s'y prendre pour le faire, puisqu'il n'y a plus de critères, ni de règles de jeu, comme autrefois ? Réponse : pour qu'une œuvre d'art soit justifiée, “valorisée”, il faut qu'elle donne la garantie de ce que j'appelle “l'imprévu nécessaire”. Autrement dit, qu'elle soit quelque chose d'original. Mais cette création nouvelle doit présenter dans sa structure intrinsèque les mêmes rapports qui faisaient la beauté, la grâce, l'élégance, la force, l'intelligence, la fraîcheur, l'harmonie des œuvres du passé consacrées par le temps et, enfin, ce qui témoigne qu'une chose est accomplie en elle-même, est dégagée du chaos et rayonne d'être ce qu'elle est. Alors, nous constatons que les lois de l'œuvre d'art sont immuables, en dépit des paradoxes qu'elles ont à traverser. »
Cet « imprévu nécessaire » ramène paradoxalement à un autre penseur et savant, Claude Bernard, qui lui, ne cherche dans ses propos qu'à vérifier des expériences scientifiques dans la plus pure objectivité. Là aussi, curieusement, l'art et la science se rejoignent, pour la plus grande satisfaction de l'esprit :
« Il vaut mieux ne rien savoir que d'avoir dans l'esprit des idées fixes appuyées sur des théories dont on cherche toujours la confirmation en négligeant tout ce qui ne s'y rapporte pas. Cette disposition est des plus mauvaises, et elle est éminemment opposée à l'invention. En effet, une découverte est en général un rapport imprévu qui ne se trouve pas compris dans la théorie, car, sans cela, il serait prévu... Il faut garder sa liberté d'esprit et croire que, dans la nature, l'absurde suivant nos théories n'est pas toujours impossible. »

## Publications
- Notre Baudelaire . Paris, Plon-Nourrit, 1926.
- Ernest Hello ou le drame de la lumière, prix Marcelin Guérin de l'Académie française en 1929
- Justice, co-écrit avec Albert Bayet, Julien Benda et Edmond Fleg, illustrations de Gabriel Zendel, Copped, 1947.
- Éloge des sept péchés capitaux, illustrations de Joseph Bernard, LUF Eglof Paris 1947
- Rimbaud mystique contrarié, éditions Plon, collection La Recherche de l'absolu, 1966. Réédition 1979, édition du Félin -  (ISBN 9782866455774).
- Claudel, Paris, Gallimard, 1968.
- Histoire de Dieu dans ma vie, souvenirs choisis, Fayard - Mame, 1978

## Divers
- il fut infirmier militaire durant la Première Guerre mondiale
- il a été président de la Société Paul Claudel de 1957 à 1983
- en 1951, il devient membre directeur du centre des intellectuels français
- en 1979, il reçoit le Prix catholique de littérature